# Mariano Andújar
Mariano Gonzalo Andújar (* 30. Juli 1983 in Buenos Aires) ist ein argentinischer Fußballtorhüter.

## Karriere

### Verein
Mariano Andújar begann seine Karriere in der Jugendmannschaft von CA Huracán. In seiner ersten Spielzeit 2002/03 absolvierte er in der Primera División sieben Partien für Huracán, musste zum Saisonende jedoch mit der Mannschaft in die Nacional B absteigen. In der zweithöchsten argentinischen Spielklasse gelang es ihm zum Stammtorhüter der Mannschaft aufzusteigen. Für die Saison 2005/06 verlieh ihn der Verein an den italienischen Erstligisten US Palermo. Bei Palermo blieb er vorerst einer der Ersatztorhüter. Nachdem im Januar 2006 zwei seiner Konkurrenten verkauft wurden, etablierte er sich in der Rückrunde zwischenzeitlich als Stammtorhüter. Er verlor den Stammplatz jedoch bereits nach wenigen Partien wieder und kehrte nach Beendigung der Leihe zu Huracán zurück. Der Torhüter verließ den Verein bereits kurz darauf und unterschrieb einen Vertrag bei Estudiantes de La Plata.
Andújar wurde bei Estudiantes bereits nach kurzer Zeit zum Stammspieler und gewann im Jahr 2006 mit der Apertura seinen ersten Titel. Dadurch qualifizierte er sich mit der Mannschaft für die Copa Libertadores 2009. Dabei blieb er ab dem vierten Gruppenspiel bis zum Rückspiel des Halbfinals für 800 Minuten ohne Gegentreffer und überbot damit den Rekord von Hugo Gatti. Im Finale traf man auf den brasilianischen Klub Cruzeiro EC, gegen den man nach einem 0:0 im Hinspiel zu Hause (und damit in allen sieben Heimspielen ohne Gegentreffer blieb), auswärts durch einen 2:1-Erfolg den Titel gewann.
Am 24. Juni 2009 gab der italienische Serie-A-Verein Catania Calcio die Verpflichtung des Torhüters bekannt. Der Argentinier unterschrieb beim sizilianischen Verein einen Vierjahresvertrag. Andújar setzte sich bereits nach kurzer Zeit gegen seine Konkurrenten Tomáš Košický und Andrea Campagnolo durch und ist seitdem Stammtorhüter von Catania.
Am 28. Januar 2014 unterschrieb Andújar einen Vertrag beim SSC Neapel. Er spielte allerdings die Saison auf Leihbasis bei Catania zu Ende und kam zur neuen Saison 2014/15 in sein neues Team. Im September 2015 wurde er an Estudiantes verliehen.

### Nationalmannschaft
Andújar debütierte am 6. Juni 2009 beim 1:0-Sieg über Kolumbien für die argentinische Nationalmannschaft. Er wurde von Nationaltrainer Diego Maradona auch für die folgenden Qualifikationspartien für die Weltmeisterschaft 2010 berufen und in drei weiteren Partien eingesetzt. Als Viertplatzierter der CONMEBOL-Zone qualifizierte sich Andújar mit den Argentiniern schließlich für die Fußball-Weltmeisterschaft 2010. Dort kam er jedoch zu keinem Einsatz.

## Erfolge
- Vizeweltmeister: 2014